# Meridian (hrabstwo Kern)
Meridian – obszar niemunicypalny w hrabstwie Kern, w Kalifornii (Stany Zjednoczone), na wysokości 131 m. Znajduje się około 7,2 km na północny wschód od Mettler.